# Coupe d'Allemagne de football 1943
Navigation
Édition précédente Édition suivante
La coupe d'Allemagne de football 1943 est la huitième édition de la compétition. La finale a lieu à Stuttgart à l'Adolf-Hitler-Kampfbahn. 
Le FC Vienna remporte le trophée pour la première fois de son histoire. Il bat en finale le LSV Hambourg sur le score de 3 buts à 2.

## Tour de qualification
Le résultat du tour de qualification.
| Date           | Domicile    | Extérieur   | Score |
| -------------- | ----------- | ----------- | ----- |
| 15 - 08 - 1943 | SV Cuxhaven | LSV Hamburg | 1 - 3 |

## Premier tour
Les résultats du premier tour.
| Date           | Domicile                            | Extérieur                                     | score  |
| -------------- | ----------------------------------- | --------------------------------------------- | ------ |
| 15 - 08 - 1943 | SV Viktoria Elbing                  | LSV Pütnitz                                   | 0 - 7  |
| 15 - 08 - 1943 | Turn- und Sportgemeinschaft Rostock | Hertha BSC Berlin                             | 1 - 7  |
| 22 - 08 - 1943 | BSG SDW Posen                       | VfB Königsberg                                | 0 - 4  |
| 22 - 08 - 1943 | SpVgg Breslau 02                    | TuS Lipine                                    | 5 - 3  |
| 22 - 08 - 1943 | NSTG Brüx                           | FC Vienna                                     | 0 - 14 |
| 22 - 08 - 1943 | Dresdner SC                         | Borussia Fulda                                | 13 - 1 |
| 22 - 08 - 1943 | KSG Saarbrücken                     | Verein für Rasensport Köln 04 rechtsrheinisch | 8 - 0  |
| 22 - 08 - 1943 | 1. FC Mühlhausen                    | VfR Mannheim                                  | 1 - 4  |
| 29 - 08 - 1943 | BC Augsburg 1871                    | Bayern Munich                                 | 3 - 0  |
| 29 - 08 - 1943 | Stuttgarter Kickers                 | Kickers Offenbach                             | 3 - 5  |
| 29 - 08 - 1943 | Kieler SV Holstein                  | Eintracht Brunswick                           | 5 - 4  |
| 29 - 08 - 1943 | LSV Hamburg                         | Spielvereinigung 05 e.V. Wilhelmshaven        | 1 - 0  |
| 29 - 08 - 1943 | Zel Praga Warschau                  | MSV Brno                                      | 3 - 5  |
| 29 - 08 - 1943 | SpVgg Erfurt                        | FC Schalke 04                                 | 0 - 4  |
| 29 - 08 - 1943 | Progres Niederkorn                  | SF Katernberg                                 | 0 - 3  |
| 12 - 09 - 1943 | 1. FC Schweinfurt 05                | 1. FC Nuremberg                               | 2 - 4  |

## Huitièmes de finale
Les résultats des huitièmes de finale.
| Club recevant     | Score | Club visiteur      |
| ----------------- | ----- | ------------------ |
| kickers Offenbach | 1 -2  | KSG Saarbrücken    |
| FC Schalke 04     | 4 -2  | SF Katernberg      |
| VfB Königsberg    | 0 -5  | Dresdner SC        |
| FC Vienna         | 6 -5  | SpVgg Breslau 02   |
| Hertha BSC        | 0 -3  | Kieler SV Holstein |
| LSV Pütnitz       | 2 -3  | LSV Hambourg       |
| MSV Brno          | 1 -5  | 1. FC Nuremberg    |
| VfR Mannheim      | 4 -2  | BC Augsburg 1871   |

## Quarts de finale
Les résultats des quarts de finale.
| Club recevant      | Score | Club visiteur |
| ------------------ | ----- | ------------- |
| KSG Saarbrücken    | 1 -2  | FC Schalke 04 |
| 1. FC Nüremberg    | 2 -3  | FC Vienna     |
| Dresdner SC        | 5 -2  | VfR Mannheim  |
| Kieler SV Holstein | 2 -4  | LSV Hamburg   |

## Demi-finales
Les résultats des demi-finales.
| Club recevant | Score | Club visiteur |
| ------------- | ----- | ------------- |
| FC Vienna     | 6 -2  | FC Schalke 04 |
| LSV Hamburg   | 2-1   | Dresdner SC   |

## Finale
| Entraîneur :    |
| Fritz Gschweidl |

| Entraîneur :     |
| Karl-Heinz Höger |

| Entraîneur :    |
| Fritz Gschweidl |

| Entraîneur :     |
| Karl-Heinz Höger |